# 埃真西 (密西西比州)
埃真西（英語：Agency）是位於美國密西西比州奧克蒂比哈縣的鬼鎮。

## 地理
埃真西所處的海拔為高於海平面106米（即348英呎），而該地所採用的時區為UTC-6，即北美中部時區（CST）。同時該地設有夏令時間，為UTC-6調快一小時，即UTC-5（CDT）。